# 북이피로스
북이피로스(그리스어: Βόρειος Ήπειρος 보리오스 이피로스[*], 알바니아어: Epiri i Veriut 에피리 이 베리우트)는 발칸반도 서부에 자리잡은 이피로스 지역의 일부분으로, 오늘날 알바니아 남부에 있다. 이 용어는 주로 그리스인이 쓰는 말로, 이 지역에 사는 그리스 민족과 관련하여 쓰는 말이며, 20세기에 그리스의 영토 주장이나 그리스 자치국 요구와 같은 정치적 함의를 띄고 있다. 대개 알바니아인은 이와 같은 고토회복주의의 함의를 거부한다. 그러나 1987년에 그리스와 알바니아는 전쟁 상태를 종식하고, 그리스는 공식적으로 알바니아에 대한 어떠한 영토 요구도 하지 않기로 했다.

## 같이 보기
- 이피로스 지역
- 북이피로스 자치공화국

## 참고 문헌
- Victor Roudometof, Roland Robertson (2001). 《Nationalism, globalization, and orthodoxy: the social origins of ethnic conflict in the Balkans》. Greenwood Publishing Group. ISBN 9780313319495.